# 岳倫
岳倫（1491年—1542年），字厚夫，號雲石，萬全都司懷安衛官籍，南直隶无为州人，明朝政治人物，同進士出身。

## 生平
嘉靖元年（1522年）壬午科顺天府乡试中举，嘉靖五年（1526年）丙戌科廷试三甲十五名進士。授行人司行人，奉使河南，请求发粮赈济饥民。八年（1529年）升司副，因上疏攻击去职的大学士张璁、尚书桂萼，九月謫为山东齐东县主簿。後摄知蒲台、章丘、淄川三县事，再迁曲沃知县。召拜工部主事，寻升员外郎、郎中。十八年（1539年）世宗准备南巡，命岳伦前往承天府开启玄宫，督理明显陵合葬事。岳伦上疏諫止世宗南巡，被廷杖下诏狱，不久革职为民，永不叙用。岳伦罢官居家後，以著述诗文自娱，传播王阳明心学，年五十二岁卒，隆庆初，子岳鲁疏请恤录，诏赠太常寺少卿，崇祀乡贤。平生著有奏疏及应试诸篇什，号《云石集》，传于世。